# Patrick Glenn
H. Patrick Glenn a occupé la chaire Peter M. Laing Chair de la Faculté de Droit de l'Université McGill. Il est spécialisé en droit comparé, droit international privé et procédure civile. En 2006, il reçoit le prix Léon-Gérin,. Il est mort en octobre 2014.

## Ouvrages
- The Cosmopolitan State, 2013, Oxford University Press,  (ISBN 978-0-19-968242-3)
- Legal Traditions of the World: Sustainable Diversity in Law, 4th ed., 2010, Oxford University Press,  (ISBN 0-19-958080-4)
- On Common Laws, 2007, Oxford University Press,  (ISBN 0-19-922765-9)